# Консерватория Санта-Мария-ди-Лорето
Консервато́рия Са́нта-Мари́я-ди-Лоре́то (итал. Conservatorio di Santa Maria di Loreto — Консервато́рия Свято́й Мари́и Лотера́нской) — старейшая из четырёх консерваторий Неаполя, музыкальное учебное заведение, действовавшее с 1535 по 1797 годы.

## История
Консерватория была основана в 1529 году как детский приют при одноимённой церкви. Её создателем по одним данным был Джованни Таппия, по другим — некий Франческо (не то кожевенник, не то сапожник), а Джованни лишь усилил и развил уже созданное до него заведение. Дата основания приюта известна точно — это 29 июня 1535 года. Вплоть до 1565 года в консерваторию принимали как мальчиков, так и девочек; затем для девочек были основаны отдельные консерватории Аннунцьята и Сант-Элиджо.
Первоначально консерватория давала общее церковное образование, а музыка была лишь одним из направлений её деятельности; в период с 1630 по 1640 годы она была перепрофилирована в чисто музыкальное учебное заведение. Тогда же в консерватории появились профессиональные учителя музыки с фиксированной заработной платой в размере 1 дукат в месяц. Несмотря на то, что с этого момента консерватория начала принимать учеников за деньги (обучение стоило 30 дукатов в год), значительная часть учащихся по-прежнему происходила из бедных семей и обучалась бесплатно. Среди учеников консерватории бо́льшую часть составляли неаполитанцы, но в списках учеников встречаются и сицилийские, испанские и французские фамилии. 
В течение бо́льшей части времени консерватория Санта-Мария-ди-Лорето была самой крупной из неаполитанских консерваторий (так, в десятилетие между 1560 и 1570 годами в ней обучалось в общей сложности около 1500 человек). Однако к концу XVIII века количество учеников резко сократилось, из-за плохого управления многие стали предпочитать другие учебные заведения. В 1797 году консерватория была реорганизована и вошла в состав Консерватории Сант-Онофрио-а-Капуана.

## Известные преподаватели и ученики
За два с половиной века существования консерватории в ней преподавали и обучались многие известные музыканты, в том числе:
- Паскуале Анфосси
- Риккардо Броски
- Маттиа Венто[итал.]
- Гаспаре Габеллоне[итал.]
- Пьетро Гульельми
- Пьетро Карло Гульельми[итал.]
- Эджидио Ромуальдо Дуни
- Джузеппе Джордани
- Кармине Джордано
- Франческо Дуранте
- Микеле Карафа
- Джакомо Корделла[итал.]
- Карло Кочча
- Никола Логрошино
- Дженнаро Манна
- Франческо Манчини
- Гаэтано Маринелли[итал.]
- Саверио Меркаданте
- Джузеппе Моска[итал.]
- Джованни Паизиелло
- Сильвестро Пальма[итал.]
- Давиде Перес[итал.]
- Никола Порпора
- Алессио Прати[итал.]
- Франческо Провенцале
- Франческо Рудджи
- Антонио Саккини
- Алессандро Скарлатти
- Алессандро Сперанца[итал.]
- Томмазо Траэтта
- Феделе Фенароли
- Сальваторе Фигера[итал.]
- Иньяцио Фьорилло
- Николо Антонио Цингарелли
- Доменико Чимароза